# Fouquières-lès-Lens
Pour les articles homonymes, voir Fouquières.
Fouquières-lez-Lens redirige ici.
Fouquières-lès-Lens (nommée également Fouquières-lez-Lens non officiellement) est une commune française située dans le département du Pas-de-Calais en région Hauts-de-France. Ses habitants sont appelés les Fouquiérois. La commune est membre de la communauté d'agglomération de Lens-Liévin.
La commune de Fouquières-lès-Lens, située au sud-est du département du Pas-de-Calais, à 5 km à l'est de la commune de Lens, est une ancienne commune du bassin minier du Nord-Pas-de-Calais. C’est une commune de type grand centre urbain, appartenant à l’unité urbaine de Douai-Lens, avec une population de 6 134 habitants au dernier recensement de 2022, elle a connu un pic de population en 1962 avec 9 304 habitants.
Pour l'exploitation du charbon, la Compagnie des mines de Courrières y a ouvert ses fosses nos 6 - 14 et 7 - 19. Depuis 2012, la valeur universelle et historique du bassin minier du Nord-Pas-de-Calais est reconnue et inscrite sur la liste du patrimoine mondial de l’UNESCO, parmi les 353 sites du bassin minier, deux sites inscrits se trouvent dans la commune.
Après la Première Guerre mondiale, la commune est décorée de la croix de guerre 1914-1918.

## Géographie

### Localisation
Localisée dans le sud-est du département du Pas-de-Calais, Fouquières-lès-Lens est une commune située, à vol d'oiseau, à 5 km à l'est de la commune de Lens (chef-lieu d'arrondissement).
Le territoire de la commune est limitrophe de ceux de sept communes.
Les communes limitrophes sont Harnes, Méricourt, Montigny-en-Gohelle, Noyelles-sous-Lens, Sallaumines, Billy-Montigny et Courrières.

### Géologie et relief
La superficie de la commune est de 4,14 km2 ; son altitude varie de 22  à   43 m.

### Hydrographie
Le territoire de la commune est situé dans le bassin Artois-Picardie.
La commune est traversée par le ruisseau de Montigny, canal, chenal de 4,74 km, qui prend sa source dans la commune et se jette dans le canal de Lens au niveau de la commune d'Harnes.

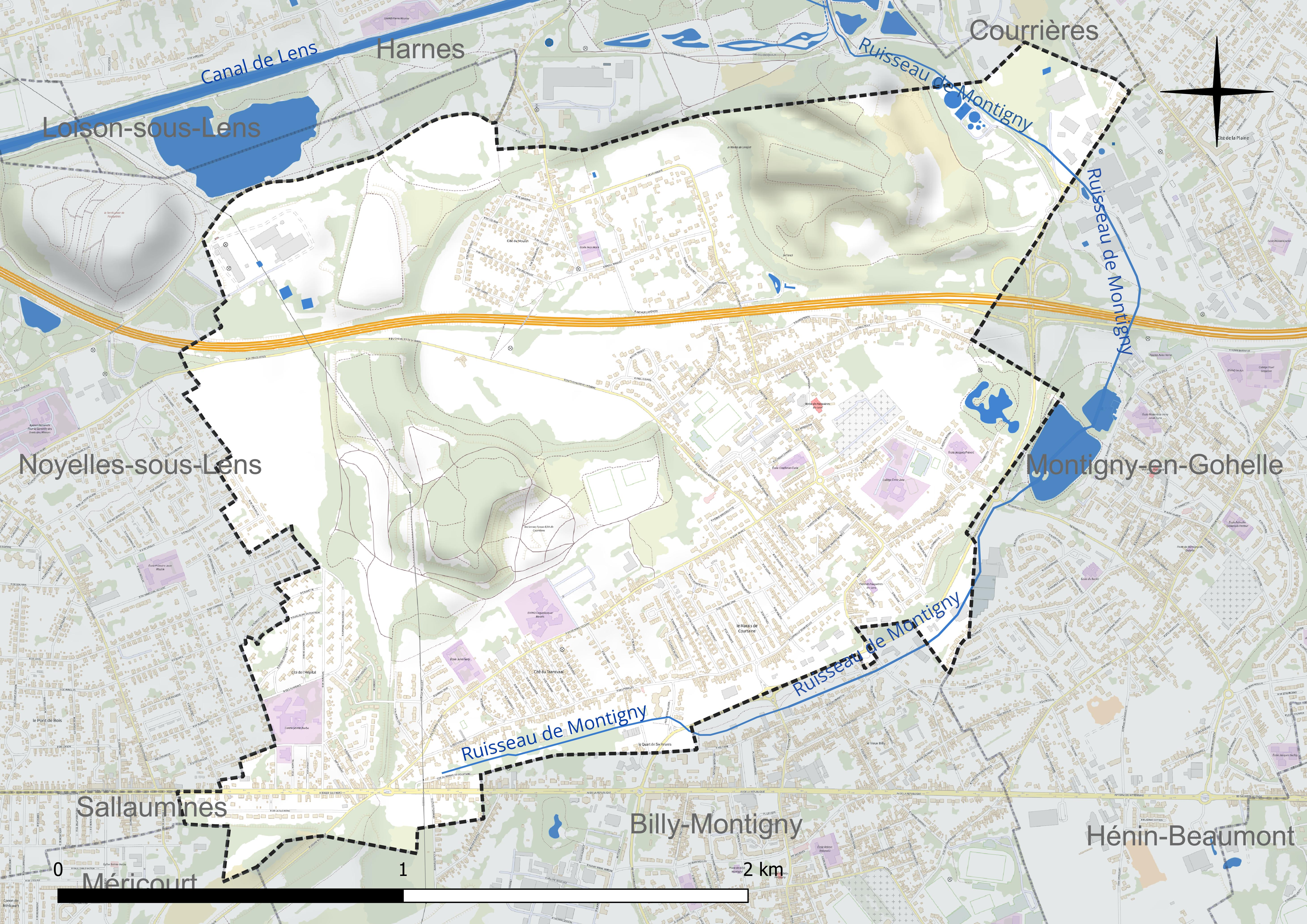
Réseau hydrographique de Fouquières-lès-Lens.

### Climat
Pour des articles plus généraux, voir Climat des Hauts-de-France et Climat du Pas-de-Calais.
En 2010, le climat de la commune est de type climat océanique dégradé des plaines du Centre et du Nord, selon une étude du CNRS s'appuyant sur une série de données couvrant la période 1971-2000. En 2020, Météo-France publie une typologie des climats de la France métropolitaine dans laquelle la commune est exposée à un climat océanique et est dans la région climatique Nord-est du bassin Parisien, caractérisée par un ensoleillement médiocre, une pluviométrie moyenne régulièrement répartie au cours de l’année et un hiver froid (3 °C).
Pour la période 1971-2000, la température annuelle moyenne est de 10,5 °C, avec une amplitude thermique annuelle de 14,4 °C. Le cumul annuel moyen de précipitations est de 692 mm, avec 12 jours de précipitations en janvier et 9,1 jours en juillet. Pour la période 1991-2020, la température moyenne annuelle observée sur la station météorologique la plus proche, située sur la commune de Douai à 13 km à vol d'oiseau, est de 11,0 °C et le cumul annuel moyen de précipitations est de 729,2 mm,. Pour l'avenir, les paramètres climatiques de la commune estimés pour 2050 selon différents scénarios d'émission de gaz à effet de serre sont consultables sur un site dédié publié par Météo-France en novembre 2022.

### Milieux naturels et biodiversité

#### Espèces faunistiques et floristiques
L’Inventaire national du patrimoine naturel (INPN) recense plusieurs espèces faunistiques et floristiques sur le territoire de la commune dont certaines sont protégées et d’autres menacées et quasi-menacées.

## Urbanisme

### Typologie
Au 1er janvier 2024, Fouquières-lès-Lens est catégorisée grand centre urbain, selon la nouvelle grille communale de densité à sept niveaux définie par l'Insee en 2022.
Elle appartient à l'unité urbaine de Douai-Lens, une agglomération inter-départementale regroupant 67  communes, dont elle est une commune de la banlieue,,. Par ailleurs la commune fait partie de l'aire d'attraction de Lens - Liévin, dont elle est une commune du pôle principal,. Cette aire, qui regroupe 50 communes, est catégorisée dans les aires de 200 000 à moins de 700 000 habitants,.

### Occupation des sols
L'occupation des sols de la commune, telle qu'elle ressort de la base de données européenne d’occupation biophysique des sols Corine Land Cover (CLC), est marquée par l'importance des territoires artificialisés (79,5 % en 2018), en diminution par rapport à 1990 (88,9 %). La répartition détaillée en 2018 est la suivante : 
zones urbanisées (57,8 %), mines, décharges et chantiers (21,7 %), milieux à végétation arbustive et/ou herbacée (10,9 %), terres arables (6,4 %), zones agricoles hétérogènes (3,2 %). L'évolution de l’occupation des sols de la commune et de ses infrastructures peut être observée sur les différentes représentations cartographiques du territoire : la carte de Cassini (XVIIIe siècle), la carte d'état-major (1820-1866) et les cartes ou photos aériennes de l'IGN pour la période actuelle (1950 à aujourd'hui).

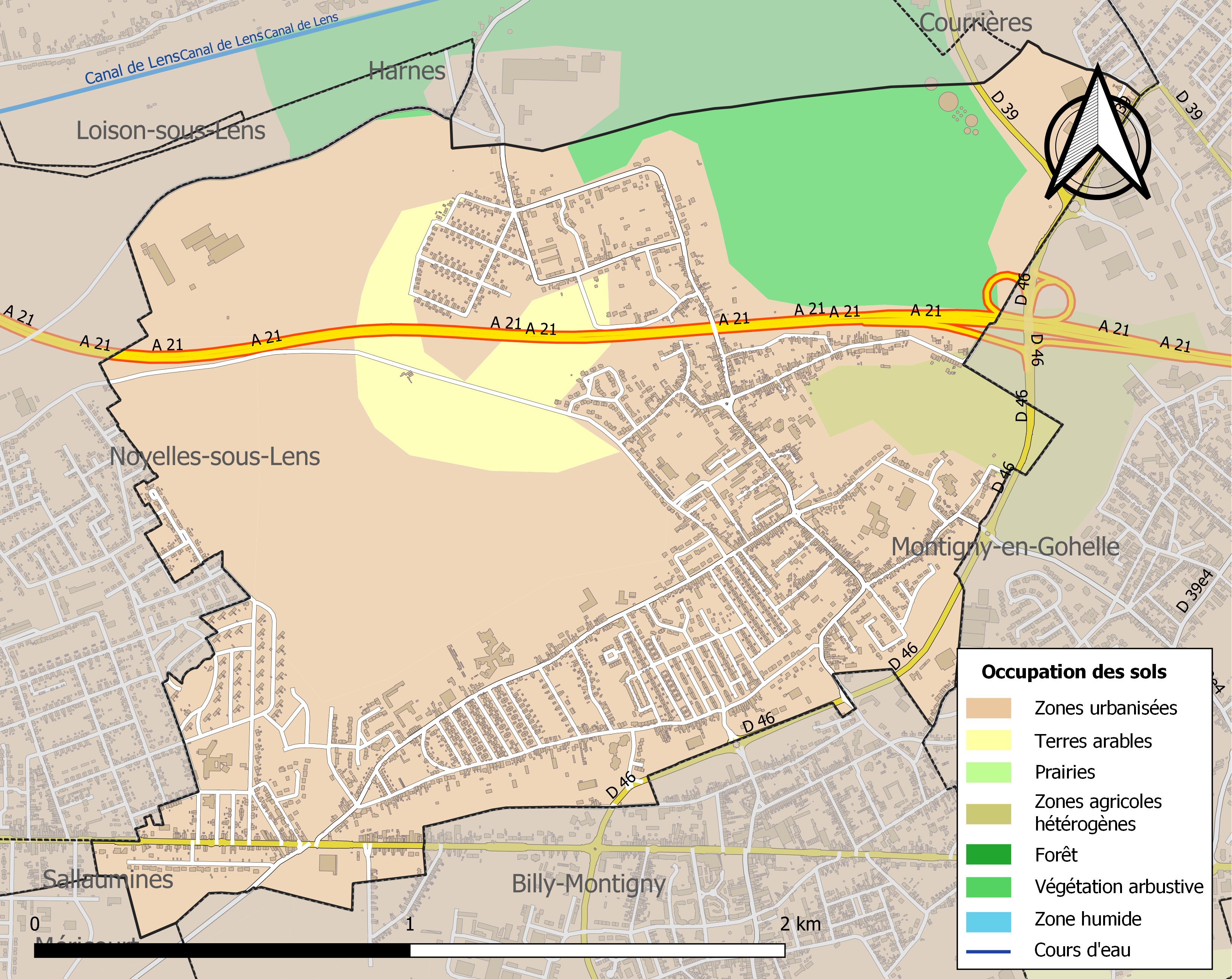
Carte des infrastructures et de l'occupation des sols de la commune en 2018 (CLC).

### Logement
En 2021, le nombre total de logements dans la commune était de 2 586, alors qu'il était de 2 535 en 2015 et de 2 582 en 2010
, soit une progression du nombre total de logements de 0,2 % depuis 2010.
Parmi ces 2 586 logements, 92,8 % étaient des résidences principales, (soit 2 399 logements), 0,4 % des résidences secondaires et 6,9 % des logements vacants. Ces logements étaient pour 95,0 % d'entre eux des maisons individuelles et pour 4,9 % des appartements.
Sur les 2 399 résidences principales, 48,8 % sont occupées par des propriétaires, 48,7 % par des locataires et 2,6 % par des personnes logées gratuitement.
Le tableau ci-dessous présente la typologie des logements à Fouquières-lès-Lens en 2021 en comparaison avec celle du Pas-de-Calais et de la France entière. Une caractéristique marquante du parc de logements est ainsi la faible proportion des résidences secondaires et logements occasionnels (0,4 %) par rapport au département (6,5 %) et à la France entière (9,7 %) ainsi que d'une proportion de logements vacants (6,9 %) inférieure à celle du département (7,3 %) et de la France entière (8,1 %).
| Typologie                                               | Fouquières-lès-Lens | Pas-de-Calais | France entière |
| ------------------------------------------------------- | ------------------- | ------------- | -------------- |
| Résidences principales (en %)                           | 92,8                | 86,1          | 82,2           |
| Résidences secondaires et logements occasionnels (en %) | 0,4                 | 6,5           | 9,7            |
| Logements vacants (en %)                                | 6,9                 | 7,3           | 8,1            |

### Voies de communication et transports

#### Voies de communication
La commune est desservie par la sortie no 15 de l'autoroute A21, aussi appelé rocade minière, reliant l'A26 au niveau de Bully-les-Mines à l'A2 au niveau de Douchy-les-Mines.

#### Transport ferroviaire
La commune se trouve à 9 km à l'est de la gare de Lens, située sur la ligne d'Arras à Dunkerque-Locale, desservie par des TGV inOui et des trains régionaux du réseau TER Hauts-de-France.

## Toponymie

### Attestations anciennes
Le nom de la localité est attesté sous les formes Foschieres en 1024 ; Foscariæ en 1098 ; Fuscariæ en 1098 ; Foscheriæ en 1119 ; Foscheræ en 1142 ; Fuschiræ en 1156 ; Fuscheræ en 1157 ; Fuacariæ en 1170 ; Fucaria, Fuscariaz au XIIe siècle ; Foschires, Foscheres en 1192 ; Foukier au XIIIe siècle ; Foucariæ en 1325 ; Foukieres en 1339 ; Foucquieres en 1418 ; Foucquieres-lès-Arnes en 1469 ; Fouquier en 1651 ; Fouquieres-en-Lens en 1720 ; Foucquier en 1759; Fouquieres en 1793 ; Fouquières, Fouquières-lès-Lens depuis 1801.

### Étymologie
Pluriel de l'équivalent picard, de oïl fouchière « fougère » , attesté sous les formes ferquére, funquière.
La préposition « lès » permet de signifier la proximité d'un lieu géographique par rapport à un autre lieu. En règle générale, il s'agit d'une localité qui tient à se situer par rapport à une ville voisine plus grande. Par exemple, la commune de Fouquières indique qu'elle se situe près de Lens.

## Histoire

### Années 1920
La commune a accueilli, comme de nombreuses autres communes du bassin minier régional, des mineurs et leurs familles venus dans le cadre de l'immigration polonaise dans le bassin minier du Nord-Pas-de-Calais dans les années 1920.

### Première Guerre mondiale
La commune est décorée de la croix de guerre 1914-1918 par décret du 25 septembre 1920, distinction également attribuée à 276 autres communes du Pas-de-Calais.

### Seconde Guerre mondiale
Tout comme le reste du bassin minier, Fouquières-lès-Lens est occupée par l'Allemagne nazie. Elle fait partie de la zone d'administration militaire allemande.
C'est dans la commune de Montigny-en-Gohelle, dans le Pas-de-Calais, à la fosse 7 de la Compagnie des mines de Dourges, que la grève patriotique des cent mille mineurs du Nord-Pas-de-Calais en mai-juin 1941 démarre, avec Émilienne Mopty (1907-1943) et Michel Brulé (1912-1942), privant les Allemands de 93 000 tonnes de charbon pendant près de deux semaines. C'est l'un des premiers actes de résistance collective à l'occupation allemande en France et le plus important en nombre, qui se solda par 414 arrestations en trois vagues, la déportation de 270 personnes, 130 mineurs étant par ailleurs fusillés à la Citadelle d'Arras. Après-guerre, la commune est aussi au centre de trois événements nationaux, la bataille du charbon (1945-1947), suivie des grève des mineurs de 1947 et celles de 1948.

### Années 1970
Le 4 février 1970 un coup de grisou fait seize morts dans cette ancienne cité minière.

## Politique et administration

### Découpage territorial
La commune se trouve, depuis 1962, dans l'arrondissement de Lens du département du Pas-de-Calais, auparavant, depuis 1801, elle se trouvait dans l'arrondissement de Béthune.

#### Commune et intercommunalités
La commune est membre de la communauté d'agglomération de Lens-Liévin, qui rassemble 36 communes.

#### Circonscriptions administratives
La commune est rattachée au canton d'Harnes. Avant le redécoupage cantonal de 2014, elle était, depuis 1991, rattachée au Canton de Noyelles-sous-Lens.

#### Circonscriptions électorales
Pour l'élection des députés, la commune fait partie de la troisième circonscription du Pas-de-Calais.

### Élections municipales et communautaires

#### Élections municipales 2020
- Maire sortant : Donata Hochart (PS)
- 29 sièges à pourvoir au conseil municipal (population légale 2017 : 6 362 habitants)
- 2 sièges à pourvoir au conseil communautaire (CA de Lens-Liévin)

|                          |                          |                          |              |              |        |        |  |  |  |
| Tête de liste            | Tête de liste            | Liste                    | Premier tour | Premier tour | Sièges | Sièges |  |  |  |
| Tête de liste            | Tête de liste            | Liste                    | Voix         | %            | CM     | CC     |  |  |  |
|                          | Donata Hochart,          | PS                       | 1 292        | 69,19        | 26     | 2      |  |  |  |
|                          | Stanislas Janczak        | DVG                      | 311          | 16,66        | 2      | 0      |  |  |  |
|                          | Georges-Marie Monteville | DVC                      | 182          | 9,75         | 1      | 0      |  |  |  |
|                          | David Vantournhoudt      | DVD                      | 83           | 4,45         | 0      | 0      |  |  |  |
|                          |                          |                          |              |              |        |        |  |  |  |
| Votes valides            | Votes valides            | Votes valides            | 1 867        | 97,80        |        |        |  |  |  |
| Votes blancs             | Votes blancs             | Votes blancs             | 11           | 0,58         |        |        |  |  |  |
| Votes nuls               | Votes nuls               | Votes nuls               | 31           | 1,62         |        |        |  |  |  |
| Total                    | Total                    | Total                    | 1 909        | 100          | 29     | 2      |  |  |  |
| Abstention               | Abstention               | Abstention               | 2 480        | 56,50        |        |        |  |  |  |
| Inscrits / participation | Inscrits / participation | Inscrits / participation | 4 389        | 43,50        |        |        |  |  |  |

#### Liste des maires
| Période          | Période                       | Identité                        | Étiquette       | Qualité |
| ---------------- | ----------------------------- | ------------------------------- | --------------- | --- |
|                  |                               | Bonaventure Wantiez (1765-1825) |                 | |
|                  |                               | Jean-François Delbecque         |                 | |
|                  |                               | Louis Caron                     |                 | |
|                  |                               | Louis Carpentier                |                 | |
|                  |                               | Antoine François Desruelles     |                 | |
| 1836             |                               | Jean-Baptiste Dubron            |                 | Rentier |
|                  |                               | Charles Carpentier              |                 | |
|                  |                               | Louis Desruelles                |                 | Cultivateur |
|                  |                               | Louis Verin                     |                 | |
|                  |                               | François Dautricourt            |                 | |
|                  |                               | Alexandre Cordier               |                 | |
|                  |                               | Romain Deprez                   |                 | |
|                  |                               | Corneille Desruelles            |                 | |
|                  |                               | Charles Lerouge                 |                 | |
| mai 1904         | mai 1912                      | Léopold Crépel (1869-1944)      | Gauche          | Mineur puis cafetier                                                                                               |
| mai 1912         | mai 1925                      | Arsène Dacheville (1865-1932)   | PRRRS puis SFIO | Cabaretier-épicier                                                                                                 |
| mai 1925         | mai 1935                      | Léopold Crépel (1869-1944)      | Gauche          | Mineur puis cafetier                                                                                               |
| mai 1935         | juillet 1940                  | Alexandre Bernard               | SFIO            | Boulanger Décédé en fonction                                                                                       |
| ?                | ?                             | Gustave Portemont               |                 | Employé aux Houillères nationales                                                                                  |
| 1953             | 1960                          | Joseph Lesire                   |                 | |
| 1960             | avril 1974                    | Raphaël Caudrelier              | PCF             | Ajusteur aux Houillères nationales                                                                                 |
| avril 1974       | mars 1989                     | Alexandre Peckre                | PCF             | |
| mars 1989        | 13 décembre 2018              | Michel Bouchez                  | PS              | Professeur de collège 7e vice-président de la CA de Lens-Liévin Réélu pour le mandat 2014-2020, Décédé en fonction |
| 27 décembre 2018 | En cours (au 27 juillet 2022) | Donata Hochart                  | PS              | Ancienne employée Suppléante du député PCF Jean-Marc Tellier (2022 → ) Élue pour le mandat 2020-2026,              |

### Jumelages
La commune a été jumelée avec la commune polonaise de Libiaz.

## Équipements et services publics

### Enseignement
La commune est située dans l'académie de Lille et dépend, pour les vacances scolaires, de la zone B.
Elle administre deux écoles maternelles (Jacques Prévert et Jules Ferry), deux écoles élémentaires (Jules Ferry et Condorcet-Curie) et une école primaire (Jean Macé).
Le département gère le collège Émile Zola.

### Justice, sécurité, secours et défense
La commune dépend du tribunal de proximité de Lens, du conseil de prud'hommes de Lens, du tribunal judiciaire de Béthune, de la cour d'appel de Douai, du tribunal de commerce d'Arras, du tribunal administratif de Lille, de la cour administrative d'appel de Douai, du pôle nationalité du tribunal judiciaire de Béthune et du tribunal pour enfants de Béthune.

## Population et société

### Démographie
Les habitants de la commune sont appelés les Fouquiérois.

#### Évolution démographique
L'évolution du nombre d'habitants est connue à travers les recensements de la population effectués dans la commune depuis 1793. Pour les communes de moins de 10 000 habitants, une enquête de recensement portant sur toute la population est réalisée tous les cinq ans, les populations de référence des années intermédiaires étant quant à elles estimées par interpolation ou extrapolation. Pour la commune, le premier recensement exhaustif entrant dans le cadre du nouveau dispositif a été réalisé en 2006.

En 2022, la commune comptait 6 134 habitants, en évolution de −3,45 % par rapport à 2016 (Pas-de-Calais : −0,72 %, France hors Mayotte : +2,11 %).
| 1793 | 1800 | 1806 | 1821 | 1831 | 1836 | 1841 | 1846 | 1851 |
| ---- | ---- | ---- | ---- | ---- | ---- | ---- | ---- | ---- |
| 524  | 580  | 670  | 728  | 866  | 815  | 792  | 798  | 774  |

| 1856 | 1861 | 1866 | 1872 | 1876  | 1881  | 1886  | 1891  | 1896  |
| ---- | ---- | ---- | ---- | ----- | ----- | ----- | ----- | ----- |
| 742  | 826  | 938  | 966  | 1 062 | 1 224 | 1 417 | 1 715 | 2 289 |

| 1901  | 1906  | 1911  | 1921  | 1926  | 1931  | 1936  | 1946  | 1954  |
| ----- | ----- | ----- | ----- | ----- | ----- | ----- | ----- | ----- |
| 3 998 | 4 823 | 5 902 | 4 968 | 7 633 | 8 483 | 7 391 | 8 156 | 9 279 |

| 1962  | 1968  | 1975  | 1982  | 1990  | 1999  | 2006  | 2011  | 2016  |
| ----- | ----- | ----- | ----- | ----- | ----- | ----- | ----- | ----- |
| 9 304 | 8 801 | 7 758 | 7 550 | 7 038 | 6 898 | 6 600 | 6 534 | 6 353 |

| 2021  | 2022  | - | - | - | - | - | - | - |
| ----- | ----- | - | - | - | - | - | - | - |
| 6 233 | 6 134 | - | - | - | - | - | - | - |

#### Pyramide des âges
La population de la commune est relativement jeune, selon les critères démographiques.
En 2018, le taux de personnes d'un âge inférieur à 30 ans s'élève à 39,6 %, soit au-dessus de la moyenne départementale (36,7 %). À l'inverse, le taux de personnes d'âge supérieur à 60 ans est de 23,3 % la même année, alors qu'il est de 24,9 % au niveau départemental.
En 2018, la commune comptait 3 052 hommes pour 3 347 femmes, soit un taux de 52,31 % de femmes, légèrement supérieur au taux départemental (51,50 %).
Les pyramides des âges de la commune et du département s'établissent comme suit.
| Hommes | Classe d’âge | Femmes |
| ------ | ------------ | ------ |
| 0,3    | 90 ou +      | 1,5    |
| 5,4    | 75-89 ans    | 9,2    |
| 15,0   | 60-74 ans    | 14,9   |
| 19,3   | 45-59 ans    | 19,6   |
| 18,7   | 30-44 ans    | 16,9   |
| 19,4   | 15-29 ans    | 18,2   |
| 21,9   | 0-14 ans     | 19,7   |

| Hommes | Classe d’âge | Femmes |
| ------ | ------------ | ------ |
| 0,5    | 90 ou +      | 1,6    |
| 5,6    | 75-89 ans    | 8,9    |
| 16,7   | 60-74 ans    | 18,1   |
| 20,2   | 45-59 ans    | 19,2   |
| 18,9   | 30-44 ans    | 18,1   |
| 18,2   | 15-29 ans    | 16,2   |
| 19,9   | 0-14 ans     | 17,9   |

## Économie

### Revenus de la population et fiscalité
En 2021, la commune compte 2 360 ménages fiscaux, regroupant 5 833 personnes.
Le revenu fiscal médian par ménage, le taux de pauvreté des ménages et la part des ménages fiscaux imposés de la commune, du département du Pas-de-Calais et de la métropole sont les suivants :
- le revenu fiscal médian par ménage de la commune est de 18 110 €, inférieur à celui du département du Pas-de-Calais (20 720 €) et inférieur à celui de la France métropolitaine (23 080 €)[Insee 6],[Insee 7],[Insee 8] ;
- le taux de pauvreté des ménages de la commune est de 25 %, de 18,4 % au niveau du département et de 14,9 % au niveau de la métropole[Insee 9],[Insee 10],[Insee 11] ;
- la part des ménages fiscaux imposés dans la commune est de 34 %, de 44,1 % au niveau du département et de 53,4 % au niveau de la métropole[Insee 6],[Insee 7],[Insee 8].

## Culture locale et patrimoine

### Lieux et monuments

#### Patrimoine mondial
Depuis le 30 juin 2012, la valeur universelle et historique du bassin minier du Nord-Pas-de-Calais est reconnue et inscrite sur la liste du patrimoine mondial de l’UNESCO. Parmi les 353 sites, répartis sur 109 lieux inclus dans le périmètre du bassin minier, le site no 54 de Fouquières-lès-Lens est constitué de la cité pavillonnaire du Moulin et du centre de soins de la Société de Secours Minière. Ces éléments ont été construits pour la fosse nos 7 - 19 des mines de Courrières, et le site no 55 formé par le terril no 260, Lavoir de Fouquières et la cité pavillonnaire de Courtaine et la cité moderne de l'Hôpital, à Fouquières-lès-Lens et Noyelles-sous-Lens,.

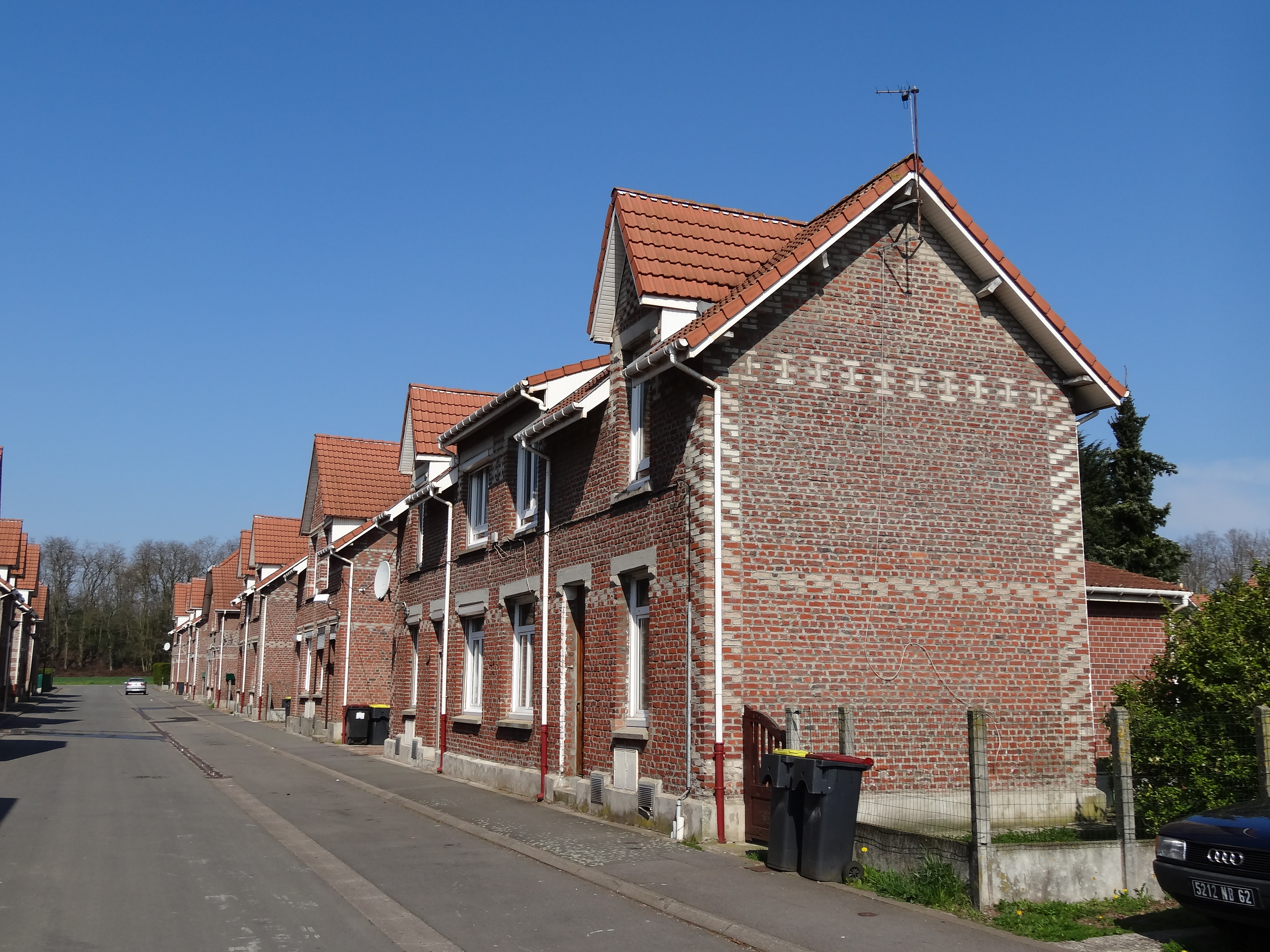
La cité du Moulin.
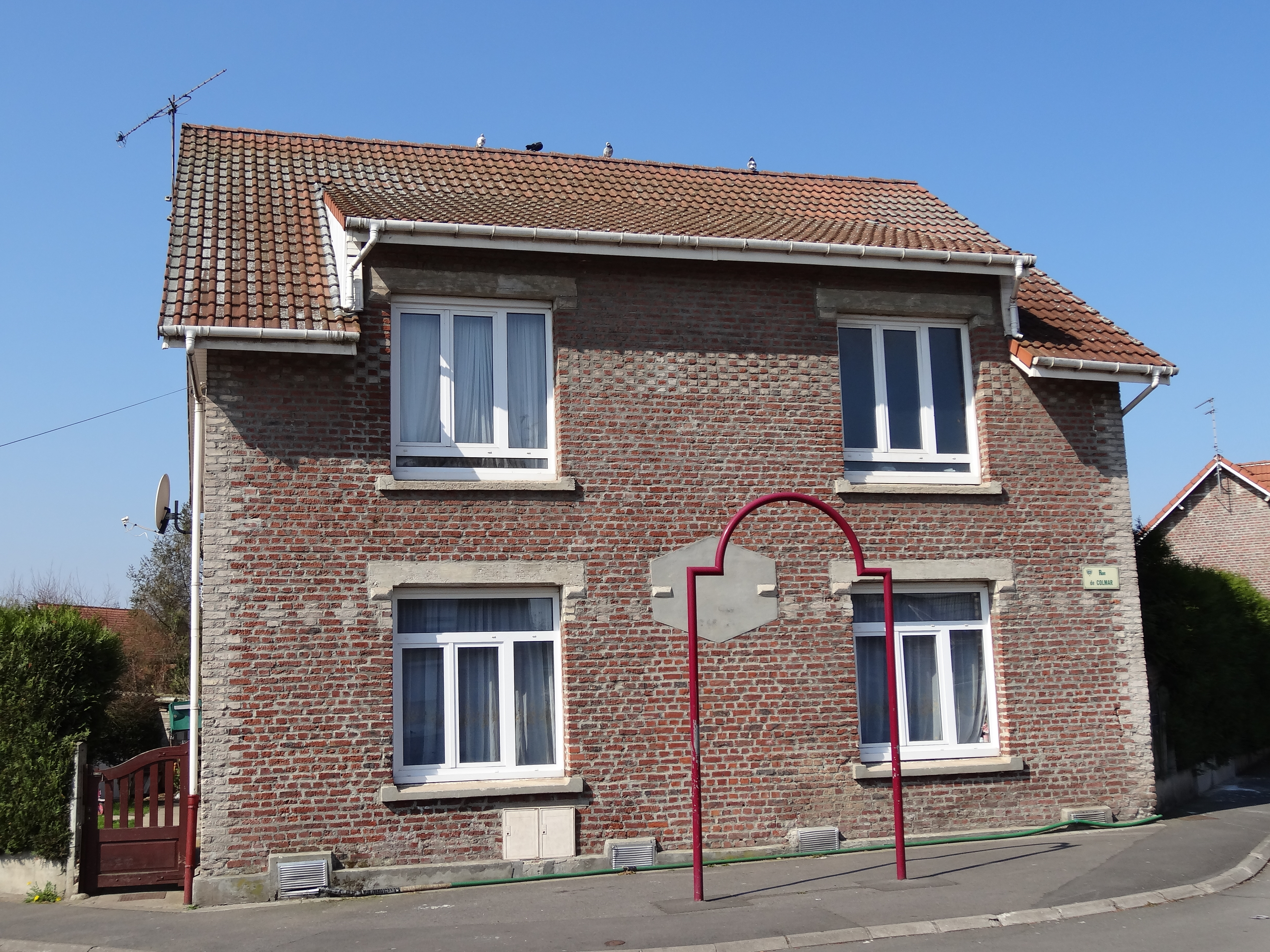
La cité du Moulin.
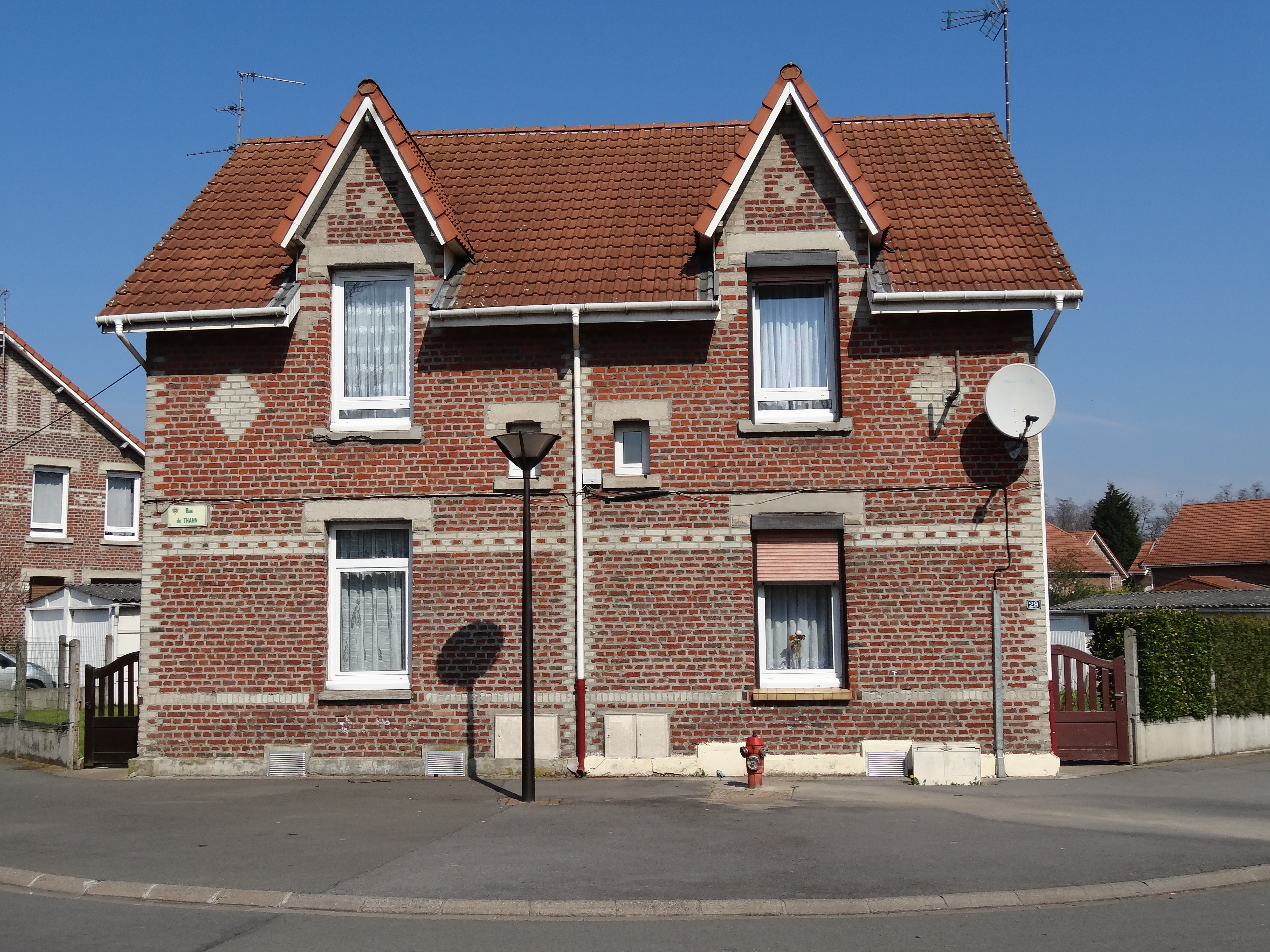
La cité du Moulin.
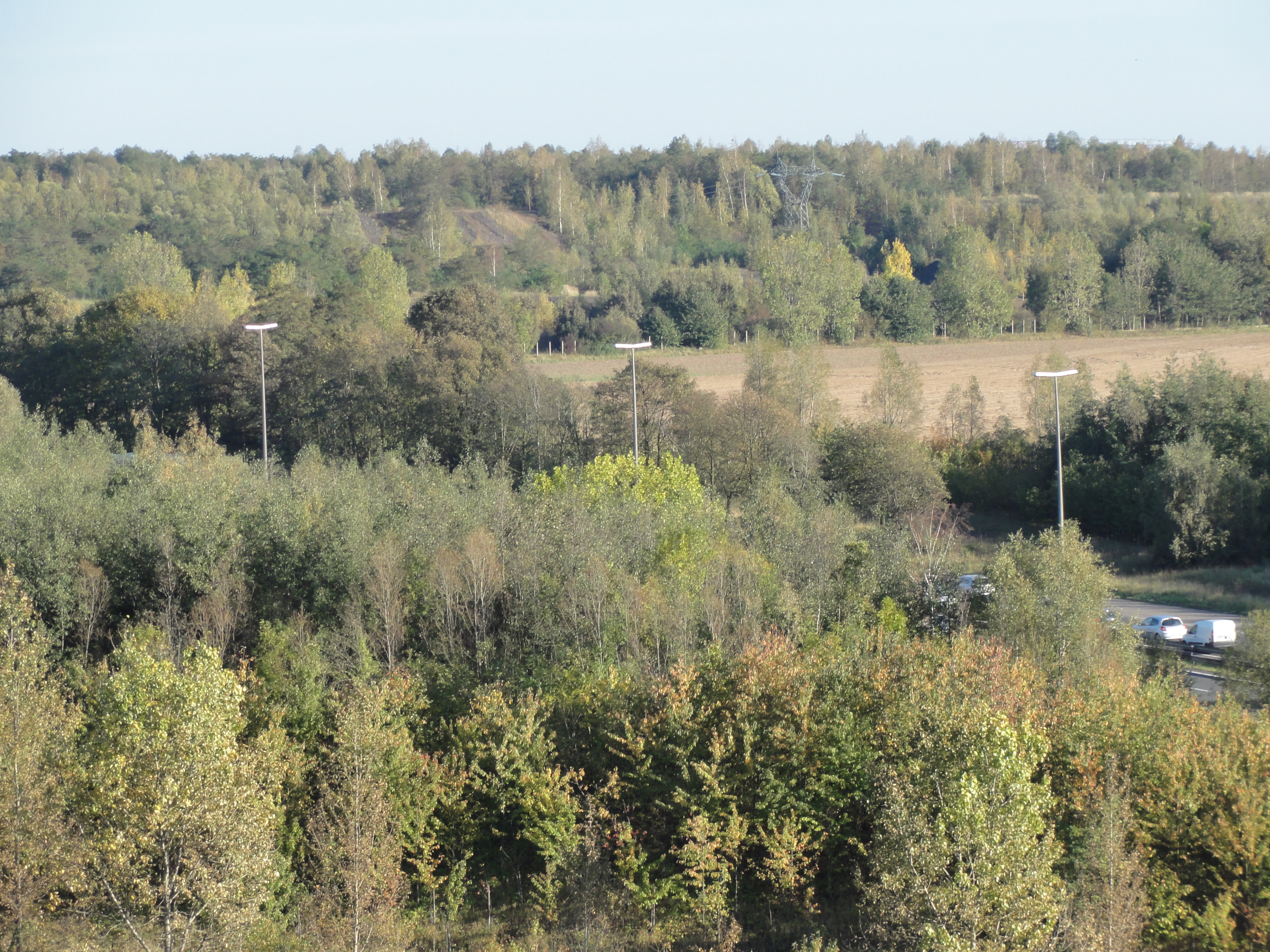
Le terril no 260.
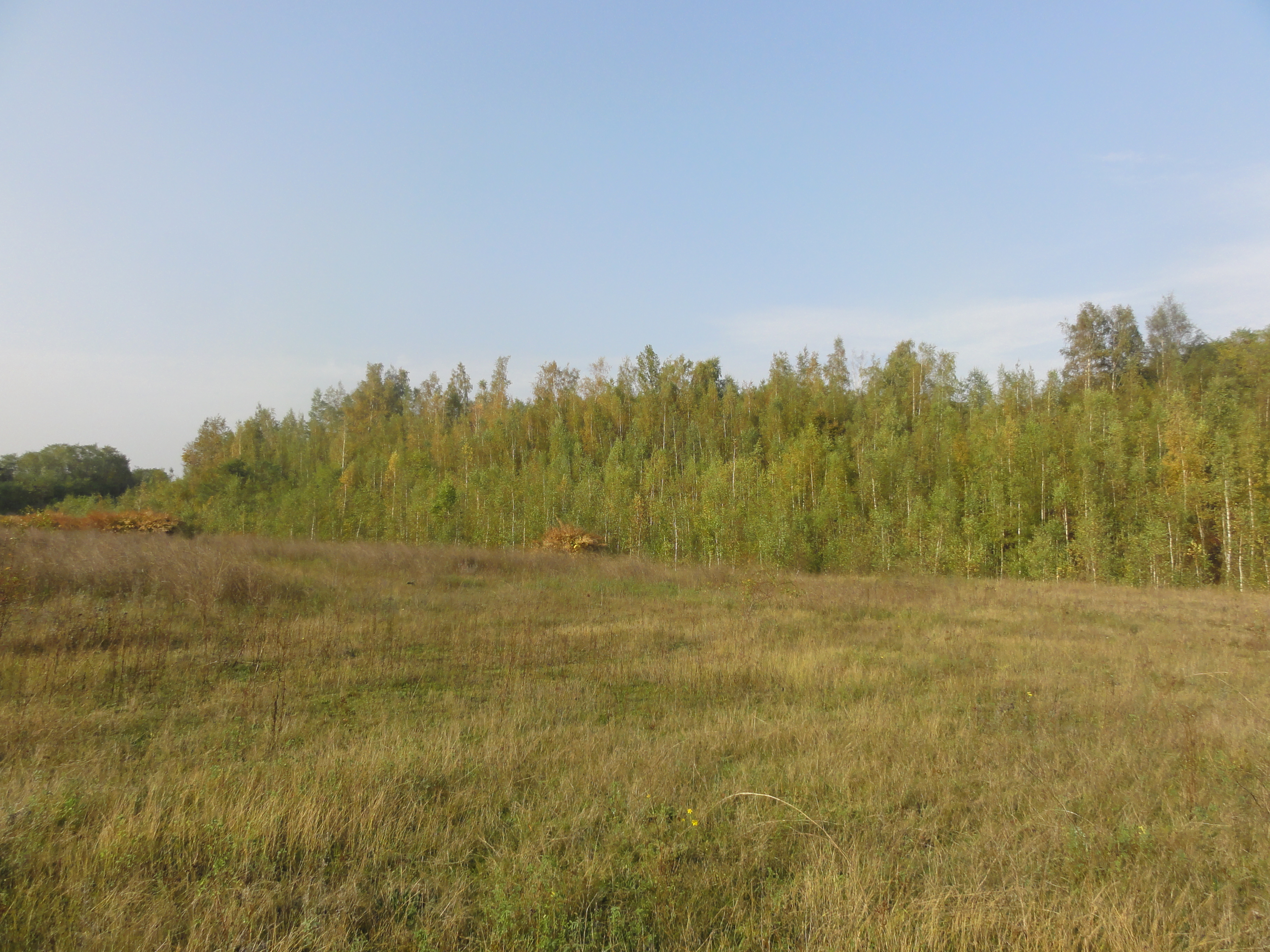
Le terril no 260.

#### Autres lieux et monuments
- L'église Saint-Vaast[51] a été dynamitée en 1917 par les Allemands, puis sa reconstruction démarra le 24 août 1930 la première pierre après les vêpres. La bénédiction eut lieu le lundi de Pâques, le 28 mars 1932 en présence d'Henri Dutoit[52]. Elle héberge huit éléments patrimoniaux, répertoriés dans la base Palissy, classés ou inscrits au titre d'objet des monuments historiques, dont trois sont classés[53].
- La chapelle Sainte-Cécile, située rue du Chevalier-de-la-Barre, fut construite en 1951[51],[54] par l'abbé Fernand Pentel et appartient actuellement à la mairie. Son état est dégradé[55].
- Le monument aux morts[56].

L'église Saint-Vaast.
La chapelle Sainte-Cécile.
L'intérieur de la chapelle Sainte-Cécile.
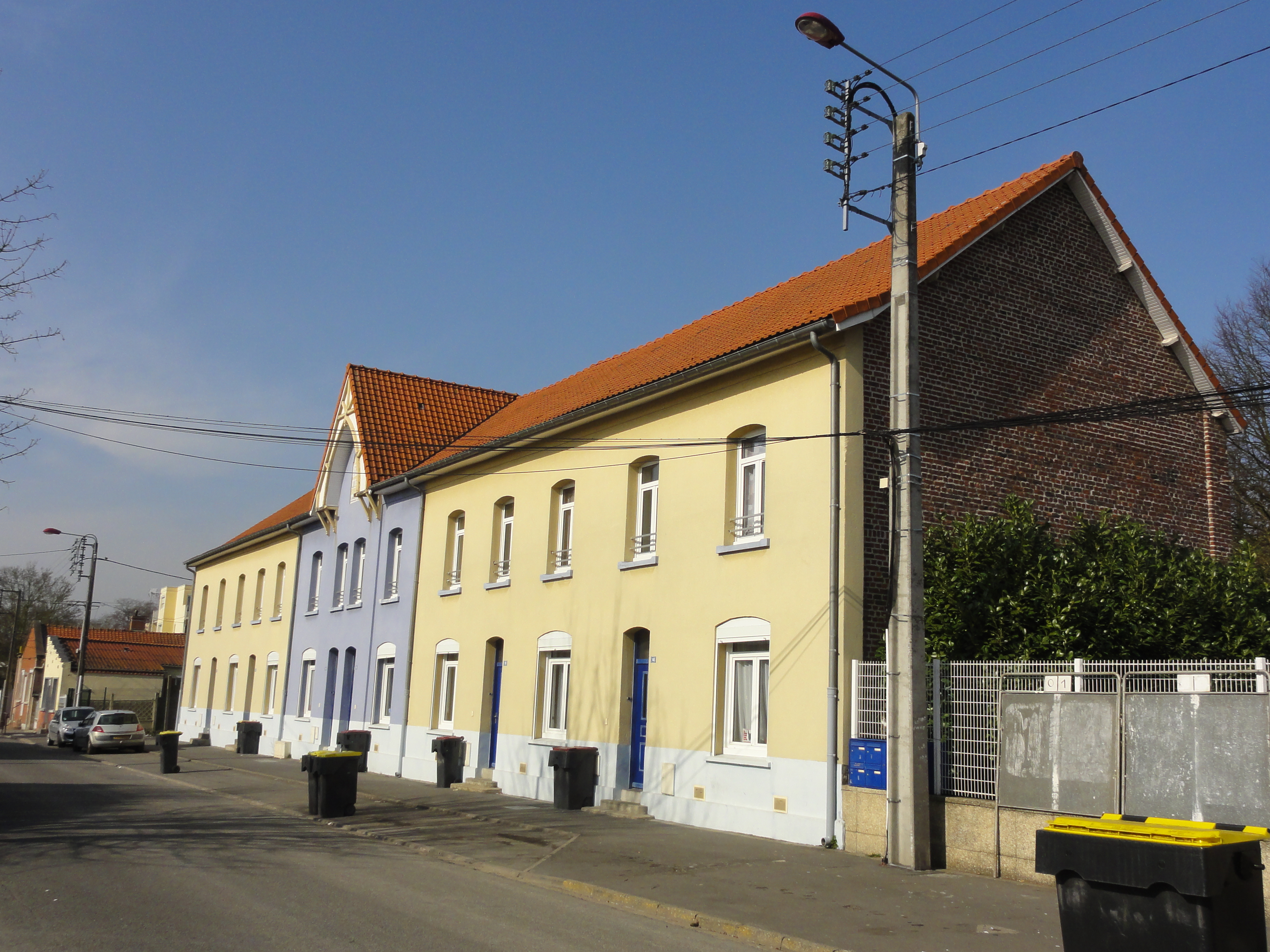
Les écoles des cités de la fosse no 6 - 14.
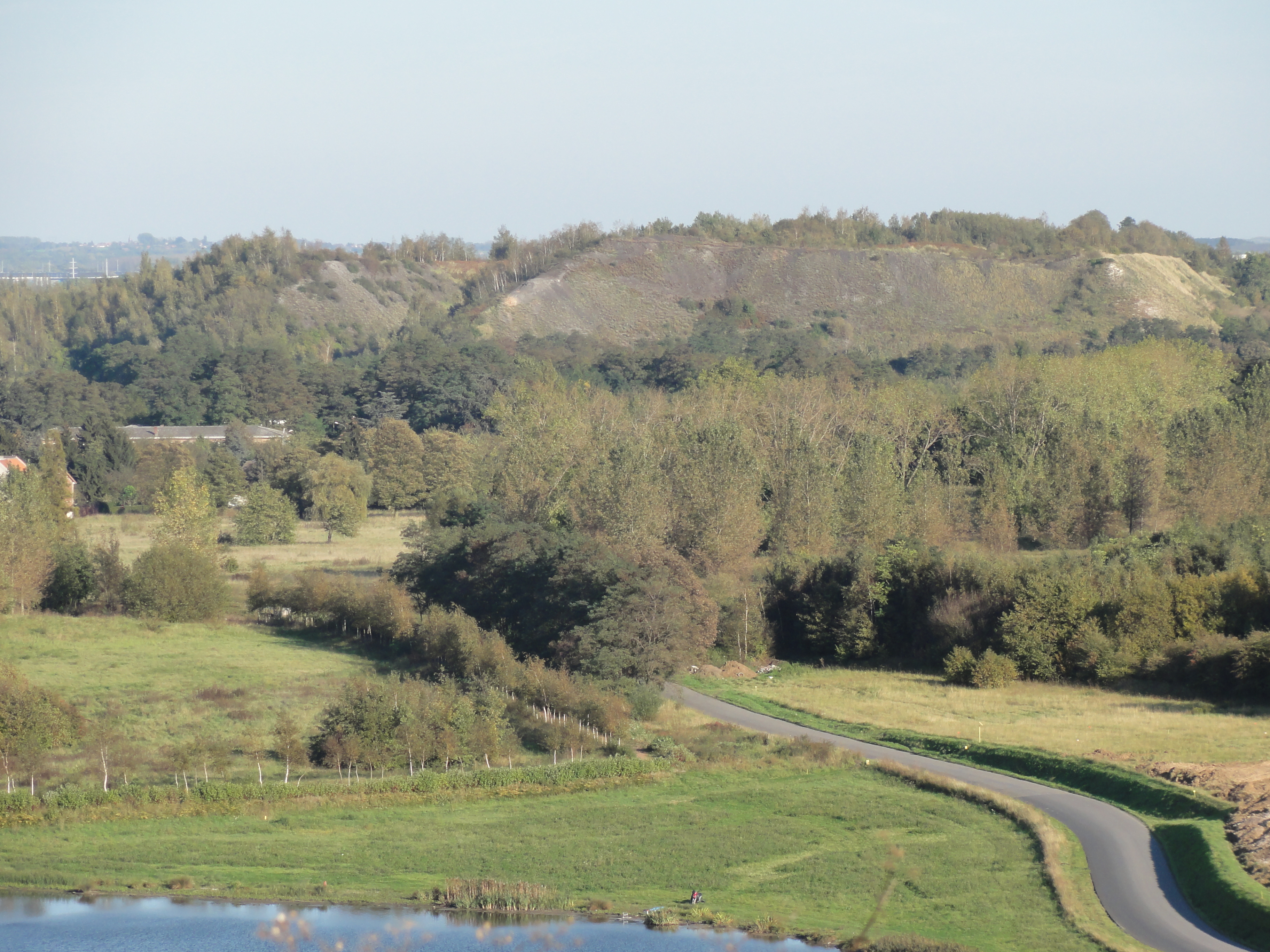
Les terrils n° 83, 100 et 230, 7 - 19.

### Patrimoine culturel
La commune dispose de son géant appelé Baptiste Saqu'eddins, (Saque ed' din est une expression ch'ti pour inviter le terrassier ou le mineur à taper dans le tas).

### Personnalités liées à la commune
- Cyprien Quinet (1897-1944), personnalité politique, né dans la commune et assassiné dans le camp de concentration de Hersbruck (Allemagne).
- Casimir Koza (1935-2010), joueur international de football, né dans la commune.
- Yves Coquelle (1939-2015), personnalité politique, né dans la commune.
- Georgine Hu (1939-), artiste dessinateur française d'art brut, née dans la commune.
- Edmond Tanière (1939-1991), chanteur et accordéoniste chantant en ch'ti connu pour ses chansons sur les mineurs du Nord-Pas-de-Calais, né dans la commune.
- Henri Tincq (1945-2020), journaliste et vaticaniste, né dans la commune.

### Héraldique
| Blason de Fouquières-lès-Lens | Blason  | D'azur à l'écusson d'or ; au chef cousu de gueules chargé de trois fermaux d'or. Ornements extérieursCroix de guerre 1914-1918                                                                             |
| Blason de Fouquières-lès-Lens | Détails | * Ces armes emploient le terme « cousu » dans le seul but de contrevenir à la règle de contrariété des couleurs : elles sont fautives : gueules sur azur. Le statut officiel du blason reste à déterminer. |

## Pour approfondir

#### Bases de données, dictionnaires et encyclopédies
- Ressources relatives à la géographie :   - Insee (communes)
  - Ldh/EHESS/Cassini
- Ressource relative à plusieurs domaines :   - Annuaire du service public français
- Notices d'autorité :   - VIAF
  - BnF (données)